# Igelit
Igelit je obchodní název měkčeného polyvinylchloridu (PVC) vyráběného od roku 1935 koncernem IG Farben. Slovo vzniklo spojením dvou počátečních písmen názvu firmy IG Farben a zbytek je inspirován názvy ostatních plastů té doby, jako je např. bakelit.
Označení igelit se v češtině hovorově používá též pro jiné plastové fólie, například z nízkohustotního polyethylenu nebo polypropylenu.

## Vlastnosti
Relativní permitivita εr je 3,0 až 4.